# Université municipale de Shimonoseki
L'Université municipale de Shimonoseki (下関市立大学, Shimonoseki shiritsu daigaku) est une université publique du Japon située dans la ville de Shimonoseki.